# Ante Rožić
Ante Rožić (Bankstown, 8 marzo 1986) è un ex calciatore australiano naturalizzato croato, di ruolo difensore.

## Carriera

### Club

#### Hajduk Spalato
Cresciuto nell'Hajduk Spalato, il 16 settembre 2003 debutta in prima squadra subentrando al posto di Hrvoje Vejić nel sedicesimo di finale di Coppa di Croazia vinto contro il Primorac Biograd (0-2).
Gira in prestito in vari club in patria prima di trasferirsi in Francia.

#### Sedan
Debutta in Ligue 2 con il Sedan nella vittoria fuori casa per 0-2 contro l'Ajaccio.
Segna il suo primo gol con il Sedan il 21 agosto 2009 nella vittoria casalinga per 2-1 contro il Clermont Foot.
Fa la sua ultima presenza nel Sedan il 2 febbraio 2010 in Coupe de la Ligue nella sconfitta fuori casa per 1-0 contro il Bordeaux, dove subisce un'espulsione al 61' per somma d'ammonizioni.

#### Arka Gdynia
Debutta con l'Arka Gdynia l'11 settembre 2010 nel pareggio casalingo per 1-1 contro il Widzew Łódź.
Gioca la sua ultima partita con l'Arka Gdynia il 25 maggio 2011 nella sconfitta casalinga per 2-5 contro il Legia Varsavia.

#### Gold Coast United
Debutta con il Gold Coast Utd il 9 ottobre 2011 nel pareggio casalingo per 1-1 contro il Wellington Phoenix.

## Statistiche

### Cronologia presenze e reti in nazionale
| Cronologia completa delle presenze e delle reti in nazionale ― Croazia under 20 | Cronologia completa delle presenze e delle reti in nazionale ― Croazia under 20 | Cronologia completa delle presenze e delle reti in nazionale ― Croazia under 20 | Cronologia completa delle presenze e delle reti in nazionale ― Croazia under 20 | Cronologia completa delle presenze e delle reti in nazionale ― Croazia under 20 | Cronologia completa delle presenze e delle reti in nazionale ― Croazia under 20 | Cronologia completa delle presenze e delle reti in nazionale ― Croazia under 20 | Cronologia completa delle presenze e delle reti in nazionale ― Croazia under 20 |
| Data                                                                            | Città                                                                           | In casa                                                                         | Risultato                                                                       | Ospiti                                                                          | Competizione                                                                    | Reti                                                                            | Note                                                                            |
| ------------------------------------------------------------------------------- | ------------------------------------------------------------------------------- | ------------------------------------------------------------------------------- | ------------------------------------------------------------------------------- | ------------------------------------------------------------------------------- | ------------------------------------------------------------------------------- | ------------------------------------------------------------------------------- | ------------------------------------------------------------------------------- |
| 4-4-2006                                                                        | Brežice                                                                         | Slovenia under 20                                                               | 4 – 0                                                                           | Croazia under 20                                                                | Amichevole                                                                      | -                                                                               | 51’                                                                             |
| Totale                                                                          |                                                                                 | Presenze                                                                        | 1                                                                               |                                                                                 | Reti                                                                            | 0                                                                               |                                                                                 |